# Logofăt
Logofătul era în Evul Mediu, în Țara Românească și Moldova, un mare dregător, șef de Cancelarie Domnească. El redacta hotărârile luate de Domn și de sfatul domnesc, pe care le întărea cu pecetea Domnului. Era ajutat la cancelarie de grămătici sau dieci. 
Marele logofăt denumit și logofătul cel mare sau vel logofăt – era mare dregător, membru al sfatului domnesc, care conducea cancelaria domnească, iar în lipsa domnitorului sau al mitropolitului prezida Divanul. În Moldova, Marele logofăt era întâiul boier al sfatului domnesc, iar în Țara Românească urma imediat după ban și vornic.

## Ranguri
- mare logofăt (vel-logofăt)
- logofătul al doilea (vtori-logofăt) - locțiitor al marelui logofăt
- logofătul al treilea (treti-logofăt) - secretar al marelui logofăt

Denumirea de logofăt mai era folosită și pentru dregători mai mici:
- logofăt de vistierie - secretar al vistieriei domnești.
- logofăt de cămară -
- logofăt de obiceiuri - maestru de ceremonii (protocol)
- logofăt de taină - secretar/consilier particular al domnului